# フツル
フツル（ウクライナ語: Гуцу́ли, Hutsuly）は、ウクライナのカルパティア山脈に居住するウクライナ人の民族集団である。フツル地方（面積約6,500 km²）を中心に、イヴァーノ＝フランキーウシク州（ヴェルホヴィナ地区、コソウ地区南部、ナドヴィルナ地区南部）、チェルニウツィー州（プティラ地区、ヴィジニツャ地区南部）、ザカルパッチャ州（ラフーウ地区の大部分）に居住する。また、ルーマニアのマルマロシュ地方や南ブコビナにも分布する。
フツルは、羊飼育を主な生業とし、伝統的な馬の品種を育ててきた。木工、陶芸（フツル陶器）、織物、卵の装飾などの工芸で知られ、伝統衣装は色彩豊かである。文化的にはウクライナ・ギリシャ・カトリック教会や正教会を信仰し、ボイコやレムコと類似点がある。

## 名称の起源
「フツル」の語源は未解明だが、いくつかの仮説が存在する：
- ロマンス語起源説：ルーマニア語の「hoț-ul」（盗賊、匪賊）に由来し、ヤコブ・ホロヴァツキーやイヴァン・クルィピャケーヴィチらが支持[3]。
- スラヴ語起源説：オレクシイ・ストリジャークらは、古代ウリチ族（*уличі > *улуці > *уцули > гуцули）に由来すると主張[4]。
- チュルク語起源説：オシプ＝ユーリイ・フェドコヴィチらは、チュルク語の「узи」「уци」に由来するとした[3]。

## 歴史
フツルの起源は不明だが、ウリチ族やティヴェルツィ族がカルパティア山脈に移住し、土着民と融合したとする説がある。14〜17世紀にフツル地方の人口が増加し、18世紀中頃から「フツル」「フツリャク」などの姓が記録されるようになった。19世紀初頭には、「フツル」が東カルパティの住民を指す呼称として定着した。

## 文化

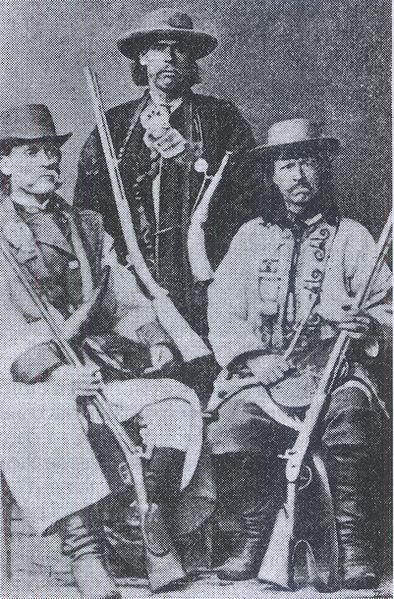
フツル（20世紀初頭）

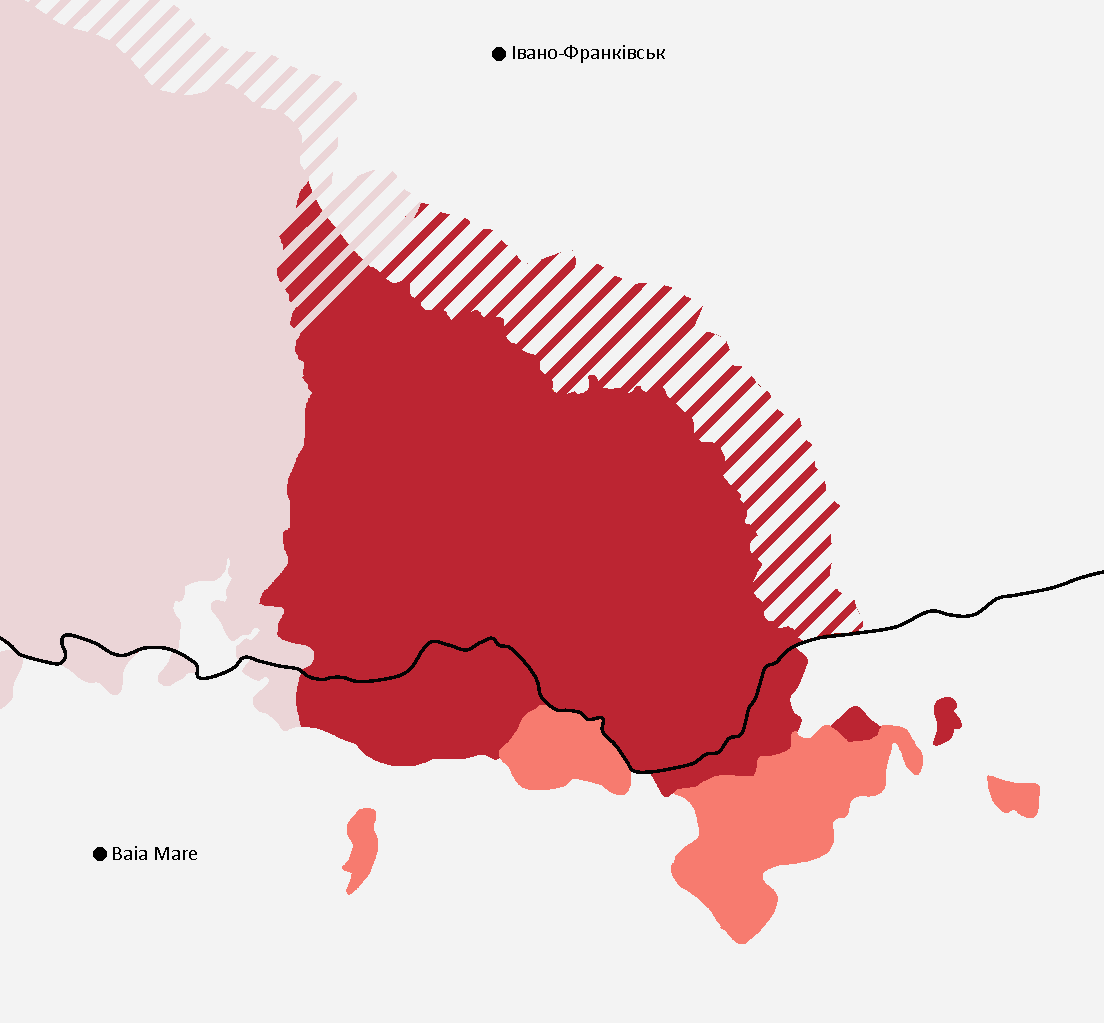
フツルの居住地域

フツルの文化は、衣装、木工、陶芸、織物、卵装飾で知られる。フツル方言を話し、トレムビタ、ソピルカ、ツィンバルィなどの楽器を使用した音楽や、独特のダンスが特徴的である。建築では、囲い付き住居が伝統的である。
宗教的にはウクライナ・ギリシャ・カトリック教会や正教会に属し、迷信も根強い。毎年秋にラフーウで開催される「フツル・ブリンドザ祭り」は、羊飼いが山から戻り、チーズを作る伝統を祝う。

## 伝統衣装
フツルの伝統衣装は色彩豊かで装飾的である。男性は白い刺繍入りシャツ、毛織りのズボン（ガーチ）、革製のベルト、袖なし革ジャケットを着用し、帽子を被る。女性は刺繍入りシャツ、前掛け、上着を着け、頭にスカーフや頭布を巻く。

## 芸術と文学
フツルの文化は、イヴァン・フランコ、レシャ・ウクライーンカ、ムィハーイロ・コツュブィーンシクィイ、ヴァスィーリ・ステファヌィクらの文学や、セルヒイ・パラジャーノフの映画『忘れられた祖先の影』（1965年）に影響を与えた。コロムィーヤには、ピサンカ博物館とフツル・ポクチャ民俗美術国立博物館があり、フツル文化を展示している。